# Campeonato de Escocia de Rugby 2017-18
El Campeonato de Escocia de Rugby (Premiership) de 2017-18 fue la 45° edición del principal torneo de rugby de Escocia.

## Sistema de disputa
El torneo se disputó en formato de todos contra todos en la que cada equipo enfrentó a cada uno de sus rivales.
Los mejores cuatro equipos clasificaron a la fase final, consistente en dos partidos semifinales y una final.
El penúltimo clasificado disputó una promoción frente al subcampeón de la segunda división y el último descendió directamente a dicha categoría.

## Clasificación
| Pos. | Equipo              | Encuentros | Encuentros | Encuentros | Encuentros | Tantos | Tantos | Tantos | Puntos |
| Pos. | Equipo              | PJ         | PG         | PE         | PP         | F      | C      | Dif    | Puntos |
| ---- | ------------------- | ---------- | ---------- | ---------- | ---------- | ------ | ------ | ------ | ------ |
| 1.º  | Melrose RFC         | 18         | 15         | 0          | 3          | 623    | 331    | +292   | 73     |
| 2.º  | Currie Chieftains   | 18         | 13         | 0          | 5          | 498    | 378    | +120   | 64     |
| 3.º  | Ayr RFC             | 18         | 13         | 0          | 5          | 471    | 387    | +84    | 61     |
| 4.º  | Watsonians          | 18         | 11         | 1          | 6          | 582    | 402    | +180   | 57     |
| 5.º  | Heriot's FP         | 18         | 10         | 0          | 8          | 477    | 440    | +37    | 52     |
| 6.º  | Boroughmuir RFC     | 18         | 5          | 0          | 13         | 442    | 489    | -47    | 35     |
| 7.º  | Stirling County RFC | 18         | 6          | 0          | 12         | 429    | 526    | -97    | 35     |
| 8.º  | Hawick RFC          | 18         | 6          | 0          | 12         | 398    | 593    | -195   | 34     |
| 9.º  | Glasgow Hawks       | 18         | 5          | 0          | 13         | 358    | 505    | -147   | 30     |
| 10.º | Marr RFC            | 18         | 5          | 1          | 12         | 325    | 552    | -227   | 29     |

|  | Semifinalistas.                                        |
|  | Repechaje frente al subcampeón de la segunda división. |
|  | Descendido.                                            |

### Fase final

#### Semifinal
| 24 de marzo de 2018 | Melrose RFC | 37 - 8 | Watsonians |  |  |

| 24 de marzo de 2018 | Currie Chieftains | 21 - 24 | Ayr RFC |  |  |

#### Final
| 7 de abril de 2018 | Melrose RFC | 16 - 13 | Ayr RFC |  |  |

| Bandera de Escocia  |
| Campeón Melrose RFC |
| Décimo título       |

## Promoción
| 5 de mayo de 2018 | Glasgow Hawks | 46 - 0 | Jed-Forest RFC |  |  |

- Glasgow mantiene su lugar en la Premiership para la siguiente temporada.